# Eurhynchium deflexifolium
Eurhynchium deflexifolium là một loài rêu trong họ Brachytheciaceae. Loài này được Solms G. Roth mô tả khoa học đầu tiên năm 1904.